# Имамкули-хан
Имамкули-хан (чагат. امام قلی خان‎; 1582−1644) — третий хан Бухарского ханства из узбекской династии джанидов — Аштарханидов, годы правления 1611−1642.

## Приход к власти и внутренняя политика
Преемником правителя Бухарского ханства Вали Мухаммада (1605−1611) стал его племянник, сын его старшего брата Динмухаммада Имамкули-хан (1611−1642). Политика проводимая Валимухаммадом вызвала недовольство знати, которые свергли его и посадили на престол Имамкули-хана. В политической борьбе Вали Мухаммада поддержали сефевиды во главе с шахом Аббасом I, однако иранские войска были разгромлены Имамкули-ханом. В 1612 году он отправил войско во главе со своим главнокомандующим Ялангтуш Бахадур бием алчином против хана Казахского ханства Есим-хана.
В период правления Имамкули-хана государство Аштарханидов достигло самого значительного могущества за весь период своего существования. Большим влиянием в стране пользовался дядя Имамкули-хана по материнской линии Надир диванбеги тагаи из узбекского рода арлат. Он был министром финансов государства, но больше прославился как покровитель науки и искусств. На его средства были построены медресе в Бухаре и Самарканде.
С личностью Имамкули-хана связывают предание, согласно которому, когда в Бухаре шло строительство, дядя и визирь Имамкули-хана — Надир Диван-беги построил в центре города медресе и хотел рядом вырыть бассейн. Единственным подходящим местом для этого оказался двор, принадлежавший на правах частной собственности еврейской вдове. Двор хотели выкупить и предлагали большие суммы, однако хозяйка отказалась. Тогда обратились к Имамкули-хану, который передал вопрос на рассмотрение в совет юристов-муфтиев. Было вынесено решение, запрещающее отнимать двор у еврейки насильно, так как она выполняет все действующие законы и поэтому находится под покровительством хана.
В правление Имамкули-хана сильно возвысился эмир Самарканда из узбекского рода алчин — Ялангтуш бахадур Бойходжи углы, будучи приближенный к хану он стал очень влиятельным и богатым, эмир стал одним из главных военачальников в обороне страны от кочевников. Позже Ялангтуш совершил ряд походов на Мешхед.
Историк XVII века писал о правлении Имамкули-хана: «Пока его ноги были в стременах государства, ни в какой стороне охраняемых им владений, ни в Балхе, ни в Бухаре, не было ни бунтов, ни беспорядков».
Бухарцы характеризовали его «как мудрого, храброго и справедливого хана, который был весьма любим народом».

## Внешняя политика
Имамкули-хан воевал с калмыками, поддерживал отношения с Россией.
В 1613 году он отправил посла Ходжа Науруза в Россию в связи с восхождением на престол царя Михаила Федоровича Романова.
В 1614−1615 годах его полководец Ялангтушбий совершил поход на Хорасан против сефевидского Ирана. Он дошел до Мешхеда и Мазандарана. В 1615 году другой полководец Имамкули-хана Кара Тугма совершил поход на Хорасан.
В 1615 году Имамкули-хан отправил послов к потомку Бабура императору Индии Джахангиру. Письмо Имамкули-хана сопровождалось дополнительным письмом потомка известного теолога Ходжа Хашима Дагбеди. Послы были встречены дружелюбно и Джахангир отправил Имамкули-хану подарки и стихотворение, которое он составил сам.
Обмен посольствами продолжался и в последующие годы. В 1621 году в ответ на посольство Имамкули-хана Джахангир отправил богатые подарки хану и потомкам Махдуми Аъзама в Дагбите (городок близ Самарканда).
В 1616−1617 годах шел интенсивный обмен посольствами с султаном Османской империи Ахмедом I. Согласно договору аштарханидские войска атаковали сефевидов, чтобы помочь туркам. После смерти султана военные действия были прекращены.
В 1618 году сефевидский шах Аббас I отправил Имамкули-хану послов с предложением дружбы.
В апреле 1619 года посол Имамкули-хана был торжественно принят сефевидским шахом. Его красивая и продуманная речь произвела большое впечатление на испанского посла Сильву Фигуроа.
В 1618 году были отправлены послы Имамкули-хана в Китай.
В 1619 году были отправлены послы Имамкули-хана в Россию.
В 1621 году к нему прибыл российский посланник Иван Данилович Хохлов.
Позже Имамкули-хан отправлял к Михаил Федоровичу Романову другого своего посла Адамбая. С Хохловым вместе в Россию выехал царевич Авган, его дядя узбек нукусского рода, его мама Бике Акек, из рода найманов и узбек Давлат из рода месит.
В 1621 году Ялангтуш Бахадур был главнокомандующим аштарханидскими войсками в отражении нападения казахских войск Турсун султана.
В 1628 году по приказу Имамкули-хана Ялангтуш разбил казахского Абули Султана под Ташкентом и заставил его бежать в Кашгарию.
В 1636 году войска Имамкулихана во главе с Ялангтушбием совершили поход на Сайрам, в окрестностях которого они атаковали казахские племена. Поход продолжался до степей Дешти Кипчака.

## Политика в области культуры
При правлении Имамкули-хана были построены ряд известных архитектурных шедевров как, например, соборная мечеть и медресе Тилля-Кари, медресе Шердор в Самарканде, медресе Нодир-Диван-Беги в Бухаре и Самарканде и др.
В 1621 году в Самарканде было переписано «Зафар-намэ» Шараф ад-Дин Йазди и иллюстрировано великолепными миниатюрами.
Имамкули-хан (1611−1642) был учеником-мюридом джуйбарского ходжи Таджиддина. Ходжа Таджиддин был женат на младшей сестре Имамкули-хана.

## Отречение от престола и смерть
В последние годы жизни Имамкули-хан стал плохо видеть и в 1642 году он отказался от престола в пользу своего брата Надир Мухаммада (1642−1645) и отправился в хадж. Надир диванбеги сопровождал Имамкули-хана в его поездке. Имамкули-хан побывал в гостях у сефевидского шаха в Иране, где местный художник Муин Мусаввир нарисовал его портрет.
Имамкули-хан скончался в 1644 году в Мекке и был похоронен в Медине. Согласно некоторым источникам, в поминальной молитве (джаназе) в честь хана приняли участие 600 тысяч паломников.